# Tyler Bindon
Tyler Grant Bindon (Auckland, 27 gennaio 2005) è un calciatore neozelandese, difensore dello Sheffield Utd in prestito dal Nottingham Forest e della nazionale neozelandese.

## Carriera

### Club
Bindon ha iniziato a giocare a calcio con l'East Coast Bays, per poi passare al Los Angeles FC nel 2022. Il 7 agosto 2023 è stato acquistato dal Reading ed il giorno seguente ha debuttato nell'incontro di EFL Cup vinto 4-0 contro il Millwall. Il 7 ottobre ha segnato il suo primo gol nell'incontro di Football League One perso 2-1 contro il Leyton Orient.
Il 3 febbraio 2025 viene acquistato dal Nottingham Forest che lo lascia al Reading in prestito fino a fine stagione.
Il 4 luglio 2025 viene mandato in prestito allo Sheffield United.

### Nazionale
Ha debuttato con la nazionale neozelandese il 13 ottobre 2023 nell'amichevole pareggiata 1-1 contro la nazionale congolese. Il 5 giugno 2024 è stato convocato per partecipare all'OFC Nations Cup.

## Statistiche

### Presenze e reti nei club
Statistiche aggiornate al 26 giugno 2024.
| Stagione        | Squadra         | Campionato      | Campionato | Campionato | Coppe nazionali | Coppe nazionali | Coppe nazionali | Coppe continentali | Coppe continentali | Coppe continentali | Altre coppe | Altre coppe | Altre coppe | Totale | Totale | Totale |
| Stagione        | Squadra         | Comp            | Pres       | Reti       | Comp            | Pres            | Reti            | Comp               | Pres               | Reti               | Comp        | Pres        | Reti        | Pres   | Reti   |        |
| --------------- | --------------- | --------------- | ---------- | ---------- | --------------- | --------------- | --------------- | ------------------ | ------------------ | ------------------ | ----------- | ----------- | ----------- | ------ | ------ | ------ |
| 2023-2024       | Reading         | FL1             | 40         | 2          | FACup+CdL       | 1+1             | 0               |                    | -                  | -                  | FLT         | 2           | 0           | 44     | 2      |        |
| Totale carriera | Totale carriera | Totale carriera | 40         | 2          |                 | 2               | 0               |                    | -                  | -                  |             | 2           | 0           | 44     | 2      |        |

### Cronologia presenze e reti in nazionale
| Cronologia completa delle presenze e delle reti in nazionale ― Nuova Zelanda | Cronologia completa delle presenze e delle reti in nazionale ― Nuova Zelanda | Cronologia completa delle presenze e delle reti in nazionale ― Nuova Zelanda | Cronologia completa delle presenze e delle reti in nazionale ― Nuova Zelanda | Cronologia completa delle presenze e delle reti in nazionale ― Nuova Zelanda | Cronologia completa delle presenze e delle reti in nazionale ― Nuova Zelanda | Cronologia completa delle presenze e delle reti in nazionale ― Nuova Zelanda | Cronologia completa delle presenze e delle reti in nazionale ― Nuova Zelanda |
| Data                                                                         | Città                                                                        | In casa                                                                      | Risultato                                                                    | Ospiti                                                                       | Competizione                                                                 | Reti                                                                         | Note                                                                         |
| ---------------------------------------------------------------------------- | ---------------------------------------------------------------------------- | ---------------------------------------------------------------------------- | ---------------------------------------------------------------------------- | ---------------------------------------------------------------------------- | ---------------------------------------------------------------------------- | ---------------------------------------------------------------------------- | ---------------------------------------------------------------------------- |
| 13-10-2023                                                                   | Murcia                                                                       | Nuova Zelanda                                                                | 1 – 1                                                                        | RD del Congo                                                                 | Amichevole                                                                   | -                                                                            | 86’                                                                          |
| 17-10-2023                                                                   | Brentford                                                                    | Australia                                                                    | 2 – 0                                                                        | Nuova Zelanda                                                                | Amichevole                                                                   | -                                                                            | 81’                                                                          |
| 17-11-2023                                                                   | Atene                                                                        | Grecia                                                                       | 2 – 0                                                                        | Nuova Zelanda                                                                | Amichevole                                                                   | -                                                                            | 83’                                                                          |
| 21-11-2023                                                                   | Dublino                                                                      | Irlanda                                                                      | 1 – 1                                                                        | Nuova Zelanda                                                                | Amichevole                                                                   | -                                                                            | 90’                                                                          |
| 22-3-2024                                                                    | Il Cairo                                                                     | Egitto                                                                       | 1 – 0                                                                        | Nuova Zelanda                                                                | Amichevole                                                                   | -                                                                            | 82’                                                                          |
| 26-3-2024                                                                    | Il Cairo                                                                     | Nuova Zelanda                                                                | 0 – 0 (2 – 4 dtr)                                                            | Tunisia                                                                      | Amichevole                                                                   | -                                                                            | 37’                                                                          |
| 18-6-2024                                                                    | Port Vila                                                                    | Nuova Zelanda                                                                | 3 – 0                                                                        | Isole Salomone                                                               | Coppa d'Oceania 2024 - 1º turno                                              | -                                                                            |                                                                              |
| 21-6-2024                                                                    | Port Vila                                                                    | Vanuatu                                                                      | 0 – 4                                                                        | Nuova Zelanda                                                                | Coppa d'Oceania 2024 - 1º turno                                              | -                                                                            | 59’ 73’                                                                      |
| 27-6-2024                                                                    | Port Vila                                                                    | Nuova Zelanda                                                                | 5 – 0                                                                        | Tahiti                                                                       | Coppa d'Oceania 2024 - Semifinale                                            | -                                                                            | 39’ 46’                                                                      |
| 30-6-2024                                                                    | Port Vila                                                                    | Nuova Zelanda                                                                | 3 – 0                                                                        | Vanuatu                                                                      | Coppa d'Oceania 2024 - Finale                                                | -                                                                            | 68’ 89’                                                                      |
| 11-10-2024                                                                   | Port Vila                                                                    | Nuova Zelanda                                                                | 3 – 0                                                                        | Tahiti                                                                       | Qual. Mondiali 2026                                                          | -                                                                            | 90’                                                                          |
| 14-10-2024                                                                   | Auckland                                                                     | Nuova Zelanda                                                                | 4 – 0                                                                        | Malaysia                                                                     | Amichevole                                                                   | -                                                                            |                                                                              |
| 15-11-2024                                                                   | Hamilton                                                                     | Vanuatu                                                                      | 1 – 8                                                                        | Nuova Zelanda                                                                | Qual. Mondiali 2026                                                          | 2                                                                            |                                                                              |
| 21-3-2024                                                                    | Wellington                                                                   | Nuova Zelanda                                                                | 7 – 0                                                                        | Figi                                                                         | Qual. Mondiali 2026                                                          | 1                                                                            |                                                                              |
| 24-3-2024                                                                    | Auckland                                                                     | Nuova Caledonia                                                              | 0 – 3                                                                        | Nuova Zelanda                                                                | Qual. Mondiali 2026                                                          | -                                                                            |                                                                              |
| 7-6-2025                                                                     | Toronto                                                                      | Nuova Zelanda                                                                | 1 – 0                                                                        | Costa d'Avorio                                                               | Amichevole                                                                   | -                                                                            |                                                                              |
| 10-6-2025                                                                    | Toronto                                                                      | Nuova Zelanda                                                                | 1 – 2                                                                        | Ucraina                                                                      | Amichevole                                                                   | -                                                                            | 73’ 81’                                                                      |
| Totale                                                                       |                                                                              | Presenze                                                                     | 17                                                                           |                                                                              | Reti                                                                         | 3                                                                            |                                                                              |

## Palmarès

### Nazionale
- Coppa d'Oceania: 1

Figi/Vanuatu 2024